# Tomveldstraat
De Tomveldstraat is een smal straatje in de Belgische stad Leuven die de Dekenstraat verbindt met de ietwat lager gelegen Windmolenveldstraat. De naam verwijst naar de Tomme, afgeleid van het Romeinse woord tumulus, wat aarden grafheuvel betekent. Eind 14e eeuw was er al sprake van een Tombestraat, later van een Tommeveld. Tot 1999 heette de straat Spaarzaamheidsstraat, maar dat gaf mogelijk verwarring met de Spaarzaamheidstraat in Wilsele. Het tracé van de Tomveldstraat werd in 1839 vastgelegd door stadsarchitect François-Henri Laenen. De bebouwing is er pas tegen de eeuwwisseling gekomen.
Voor het autoverkeer geldt er eenrichtingsverkeer. In de zomer van 2016 werd de rijrichting omgekeerd naar aanleiding van het nieuwe Leuvense circulatieplan. Fietsen mag in beide richtingen. De straat ligt zoals alle andere straten binnen de stadsring in een zone 30.
In oktober 2017 werd de straat heraangelegd als een woonerf onder andere omwille van problemen met de riolering, sindsdien ligt er een gescheiden riolering onder. Kostprijs €180.000

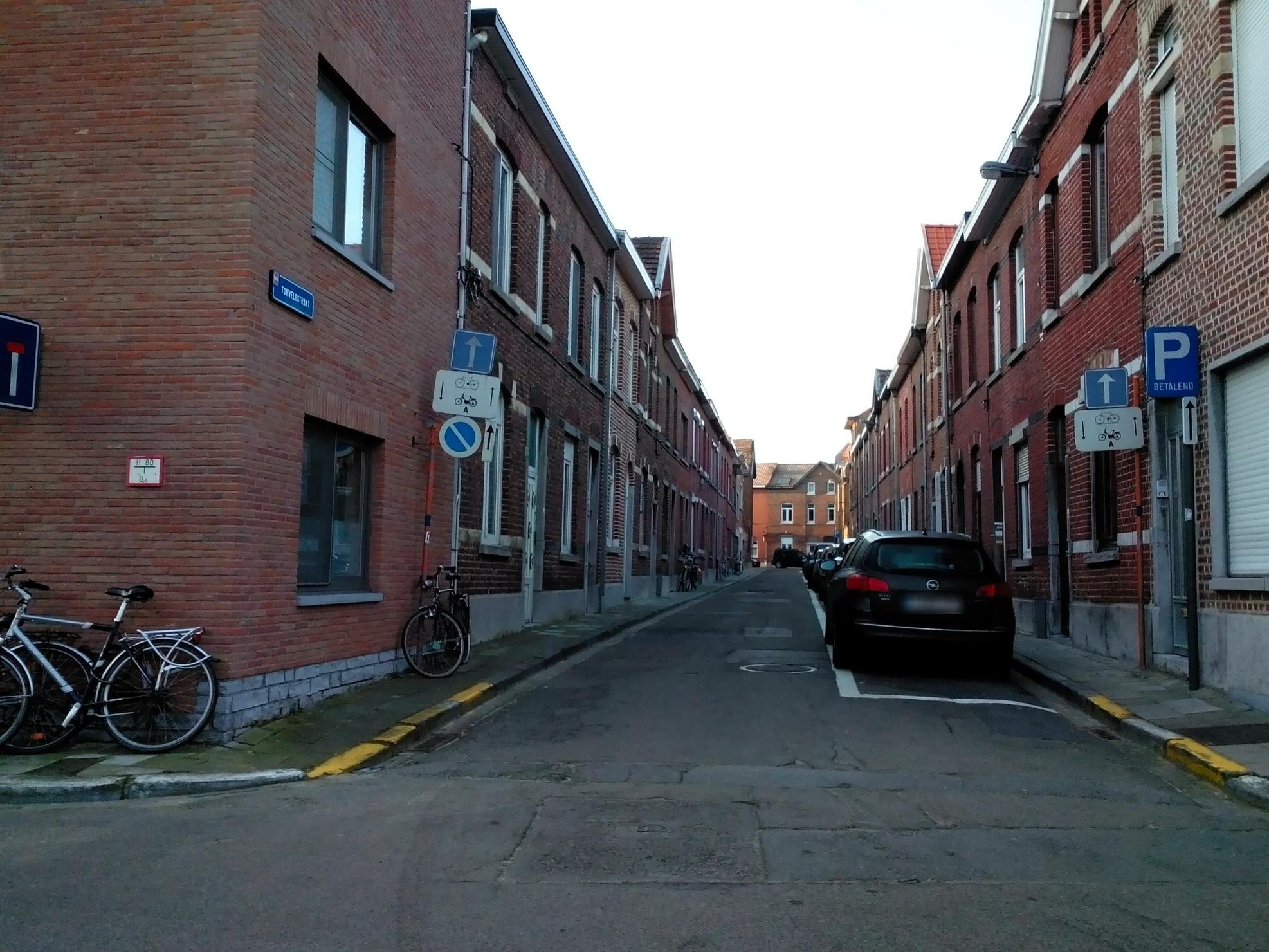
Tomveldstraat vanaf Windmolenveldstraat voor de heraanleg en omkering van de rijrichting